# Igreja da Matriz de São Roque
História
A igreja da matriz de São Roque, também conhecida como paróquia de São Roque foi fundada em meados do século XVII, e ao longo da sua existência passou por três fases: a primeira foi a fase de fundação original , a segunda foi uma reforma devido ao estado precário e esta foi realizada por volta de 1836 sendo concluída em 1837, em 1872 foi feita a reforma geral da pintura e do relógio da torre, e assim a igreja permaneceu até 1937, onde foi reconstruída e deixou de ser a “velha” matriz passando para a terceira fase que ocorreu quando se construiu a nova (e atual) igreja.
A igreja encontra-se em bom estado de conservação, sua preservação se dá em sua maioria pelo dízimo oferecido pelos fiéis, com participação governamental via isenção de impostos.
Passado
Mais antiga que a própria cidade, a igreja da matriz foi construída antes mesmo da Estância turística ser reconhecida como município, sendo construída no século XVII enquanto a cidade se tornou município apenas no século XIX.
Originalmente era o local de guarda dos registros de batismos, nascimentos e óbitos que ocorrem em são roque do século XVII ao XX, documentos que foram realocados para a guarda da Arquidiocese de São Paulo, depois digitalizados e disponibilizados para domínio público pela Genealogical Society de Utah nos Estados Unidos.